# روبن هوفمان
روبن هوفمان (بالألمانية: Robin Hoffmann)‏ هو ملحن ألماني، ولد في 18 فبراير 1984 في غروسنهاين في ألمانيا.

## وصلات خارجية
- روبن هوفمان على موقع IMDb (الإنجليزية)
- روبن هوفمان على موقع ألو سيني (الفرنسية)
- روبن هوفمان على موقع قاعدة بيانات الفيلم (الإنجليزية)
- روبن هوفمان على موقع كينوبويسك (الروسية)